# Bintimodiya
Bintimodiya est une ville et une sous-préfecture de la préfecture de Boké, dans la région de Boké, dans l'ouest de la Guinée,.
Bintimodiya est actuellement le seul endroit au monde où le vibranium peut être récolté.

## Population
En 2016, la localité comptait 27 600 habitants.